# 李東健
李東健（韓語：이동건，1980年7月26日—），韓國男演員、歌手。

## 個人生活
2003年考入漢陽大學戲劇電影學系，2008年因為休學次數過多，被漢陽大學開除學籍，後通過慶熙CYBER大學插大資格，準備3月入學。2010年六月入伍服役、2012年3月28日退伍。
2004年與《新娘18歲》同劇女主角韓智慧相戀，直至2007年末分手。  2015年6月因拍攝電影《邂逅》與T-ara成員朴芝妍相識進而交往，2016年12月分手。
2017年2月28日公開與KBS週末劇《月桂樹西裝店的紳士們》女主角趙胤熙的戀情，兩人合作中互生好感並於近期開始戀愛。  5月2日，李在自己的官方cafe宣布已和趙胤熙完成婚姻登記，並在準備結婚的過程中擁有了新生命，正以感恩的心情期待孩子的降臨。 
9月29日二人在首爾舉行了非公開婚禮，並於12月14日凌晨喜得千金，母女平安。2020年5月28日雙方經紀公司證實兩人已於5月22日在首爾家庭法院完成離婚調解程序，女兒撫養權歸趙胤熙所有。

## 演出作品

### 電視劇
- 1998年：KBS《愛我好不好》飾 李東旭
- 2000年：MBC《三個好友》飾 李東健
- 2001年：TBS/MBC《Friends》飾 朴京周
- 2001年：KBS《表裡不一》飾 李東健
- 2002年：MBC《改變她主意的隨想》 飾 金錫恩
- 2002年：MBC《預約愛情》飾 韓東鎮
- 2002年：MBC《玲玲》飾 河泰勛
- 2003年：MBC《NO春香vs非夢龍》飾 李才勛
- 2003年：KBS《尚道呀，上學去》飾 姜民碩
- 2003年：MBC《用生命去愛你》飾 李光植
- 2003年：SBS《興夫家的葫蘆開了》飾 朴尚久
- 2004年：KBS《新娘18歲》飾 權赫俊
- 2004年：SBS《巴黎戀人》飾 尹修赫
- 2004年：SBS《玻璃畫》飾 韓東柱／山本裕一
- 2006年：SBS《再次微笑》飾 潘河振
- 2007年：SBS《如果愛，就像他們》飾 朴鄭泰
- 2008年：MBC《每天夜晚》飾 金範相
- 2009年：SBS《明星的戀人》飾 賢俊（客串第20集）
- 2013年：KBS《未來的選擇》飾 金信
- 2015年：tvN《Super Daddy 烈》飾 韓烈
- 2016年：KBS《月桂樹西裝店的紳士們》飾 李東振
- 2017年：KBS《七日的王妃》飾 李㦕
- 2018年：JTBC《Sketch》飾 金道振
- 2018年：SBS《狐狸新娘星》飾 徐仁宇
- 2019年：KBS《僅此一次的愛情》飾 池康宇
- 2019年：TV朝鮮《Leverage：詐騙操作團》飾 李泰俊
- 2022年：Disney+《第六感之吻》飾 洪成俊（特別出演）
- 2023年：Netflix《絕世網紅》飾 陳泰展

### 網路劇
- 2016年：愛奇藝《老师晚上好》飾 周宇騰

### 電影
- 2002年：《命運之戀》與韓國籍演員元斌及日本籍演員深田恭子、矢田亞希子、小澤征悅等人聯合演出
- 2002年：《家庭》
- 2005年：《我的B型男友》飾 邱榮彬
- 2007年：《Scud》（未上映）
- 2007年：《現在與相愛的人一起生活嗎？》
- 2007年：《愛歌》
- 2015年：《邂逅》（未上映）

### MV
- 2005年：李秀英《Forever You》
- 2007年：BIGBANG《最後的問候》
- 2009年：4Tomorrow《心跳Tomorrow》

## 專輯
- 1998年：《Time to Fly》
- 2000年：《Much More》
- 2008年：《月光》（日本、單曲）
- 2008年：《My Biography》（日本）

## 其他歌曲
- 1998年：愛我好不好
- 2002年：MBC （音樂劇）最佳劇場
- 2003年：用生命愛你
- 2004年：玻璃畫主題曲 - 《朋友》
- 2005年：我的B型男友主題曲 - 《And I Love You So》
- 2007年：現在和相愛的人一起生活嗎
- 2008年：日本電視劇Swindler Lirico - 《Believer》
- 2008年：《Salad Song》（與尹恩惠）

## 獲獎
- 2004年：SBS演技大賞－男子特別企劃劇優秀演技賞（巴黎戀人）、十大明星賞（巴黎戀人）（玻璃畫）
- 2005年：第41屆百想藝術大賞－電視劇部門人氣賞（巴黎戀人）
- 2008年：MBC演技大賞－男子優秀演技獎（每天夜晚）
- 2015年：第4屆APAN Star Awards－韓流明星賞
- 2016年：KBS演技大賞－男子長篇劇優秀演技賞（月桂樹西裝店的紳士們）
- 2017年：第22屆消費者日頒獎禮（月桂樹西裝店的紳士們）
- 2017年：KBS演技大賞－男子中篇劇優秀演技賞（七日的王妃）

## 外部連結
- 官方影迷網站 （页面存档备份，存于） 
- EPG 
- Yahoo Korea 